# Ettore Messina
Ettore Messina (nació el 30 de septiembre de 1959 en Catania) es un entrenador italiano de baloncesto. Actualmente ejerce como entrenador del Olimpia Milano de la Lega Basket Serie A. Está licenciado en Ciencias Económicas y Empresariales por la Universidad de Bolonia.

## Trayectoria
De 1993 hasta 1997 entrenó a la Selección Nacional de Italia, ganando la medalla de plata en el Eurobasket 1997.
Está considerado como uno de los mejores entrenadores de Europa y en la Euroliga, fue nombrado en 2008 como uno de los 50 Mayores Colaboradores de la Euroliga y de su precursora, la Copa de Europa.
Renovó el mismo día de la final de la Euroliga de 2008 con el CSKA Moscú.
El 8 de junio de 2009 abandona el CSKA Moscú equipo con el que consiguió ganar el título de la Euroliga en 2006 en su primer año y la Euroliga en 2008, sumándole las ligas de Rusia de 2006, 2007, 2008 y 2009, le releva como técnico Evgeny Pashutin. Unas semanas más tarde, se comprometería con el Real Madrid por tres temporadas, cumpliendo su sueño de entrenar en la liga ACB llegando con Antonio Maceiras como nuevo director deportivo al club blanco.
El 4 de marzo de 2011 anuncia su dimisión como entrenador del Real Madrid, tras una abultada derrota en la Euroliga. (Real Madrid 77-Montepaschi Siena 95). Posteriormente el club declararía que Messina ya había presentado su dimisión el verano anterior y esta no había sido aceptada por el club.
Tras su paso por el Real Madrid fue sexto ayudante de Mike Brown en Los Angeles Lakers hasta acabar retornando en verano de 2012 al CSKA Moscú.
En la temporada 2014-2015 ficha como entrenador asistente por los San Antonio Spurs de la NBA donde se convierte en el primer entrenador europeo en dirigir un partido NBA en temporada regular.En los playoffs de la temporada 2017-2018,también en los San Antonio Spurs, se convierte en el primer entrenador europeo en dirigir un partido NBA en esta fase.
En ambas ocasiones ha sustituido a su entrenador jefe, Gregg Popovich, de forma temporal. 

Antes de poner rumbo a la NBA dirigió al Real Madrid, hasta el 2011. Previamente entrenó al CSKA de Moscú, en 2005 entrenó a la Benetton de Treviso, donde llegó en lugar de Mike D'Antoni que estaba en el puesto desde 2002. Antes de esto, estuvo en dos ocasiones en otro equipo (1989-1993 y 1997-2002), el Virtus de Bolonia. Durante su segunda etapa en el Virtus, fue campeón de Europa en 1998 y 2001.
En junio de 2019, regresa a Italia para dirigir al Pallacanestro Olimpia Milano de la Lega Basket Serie A.
- 1976-80. Reyer Venezia.  Italia. Júnior.
- 1980-82. Superga Mestre.  Italia. Júnior.
- 1982-83. Fantoni Udine.  Italia. Entrenador ayudante
- 1983-89. Virtus Bolonia.  Italia. Entrenador ayudante y entrenador del equipo júnior
- 1989-93. Virtus Bolonia.  Italia.
- 1993-97.Italia.
- 1997-02. Virtus Bolonia.  Italia.
- 2002-05. Benetton Treviso.  Italia.
- 2005-09. CSKA Moscú.  Rusia.
- 2009-11. Real Madrid.  España
- 2011-12. Los Angeles Lakers.  Estados Unidos. Entrenador asistente de Mike Brown
- 2012-2014. CSKA Moscú.  Rusia.
- 2014-2019. San Antonio Spurs.  Estados Unidos.
- 2016- Italia
- 2019- Olimpia Milano

## Palmarés

### Internacional
- Copa de Europa: 4

Virtus Bologna: 1998, 2001.
CSKA Moscú: 2006, 2008.
- Recopa de Europa: 1

Virtus Bologna: 1990
- VTB United League: 3

CSKA Moscú: 2008, 2013, 2014

### Nacional
- Lega Basket Serie A: 6

Virtus Bologna: 1993, 1998, 2001.
Pallacanestro Treviso: 2003.
Olimpia Milano: 2022, 2023
- Liga de Rusia: 6

CSKA Moscú: 2006, 2007, 2008, 2009, 2013, 2014
- Copa de Italia: 9

Virtus Bologna: 1990, 1999, 2001, 2002
Pallacanestro Treviso: 2003, 2004, 2005
Olimpia Milano: 2021, 2022.
- Copa de Rusia: 2

CSKA Moscú: 2006, 2007
- Supercopa de Italia: 2

Pallacanestro Treviso: 2002
Olimpia Milano: 2020

### Individual
- 3 veces Mejor entrenador de la Lega Basket Serie A (1998, 2001, 2005)
- 2 veces Entrenador del Año de la Euroliga (2006 y 2008)